# طوم يونغ (مدرب كرة سلة)
طوم يونغ (بالإنجليزية: Tom Young)‏ هو مدرب كرة سلة أمريكي، ولد في 17 سبتمبر 1932 في ناترونا هايتس ‏ في الولايات المتحدة.